# Bergamt Bottendorf
Das Bergamt Bottendorf war eine privatrechtliche Bergbehörde in Bottendorf im Kurfürstentum und Königreich Sachsen, das 1815 an das Königreich Preußen überging. Es wurde im 18. Jahrhundert gegründet und bestand bis in das 19. Jahrhundert.

## Geschichte
Im Jahre 1683 schlugen die Erben des Bergvogts Salomon Brunn aus Sangerhausen dem Kurfürsten Johann Georg III. von Sachsen Kaufverhandlungen zum Erwerb der Witzleben'schen Bergwerke zum Wendelstein vor. Mit diesen Bergwerken waren Brunns Erben von Philipp Heinrich von Witzleben auf Wendelstein zuvor belehnt worden.
Der Kurfürst leitete den Vorschlag an das Bergwesen im Kurfürstentum Sachsen zuständige Oberbergamt Freiberg weiter. Von dort erhielt der neue Bergvogt von Sangerhausen die Aufforderung, einen Bericht mit speziellen Erläuterungen in Freiberg einzureichen. Aufgrund dieses Berichtes besichtigte eine Abordnung des kursächsischen Oberbergamtes am 10. Juni 1683 mit Hinzuziehung des Sangerhäuser Bergvogts und Maria Brunns den Ort unterhalb des Wendelsteins bei Bottendorf. Da die Bergwerke im Bereich des damaligen Herzogtums Sachsen-Weißenfels lagen, übernahm der dortige Herzog die Bottendorfer Bergwerke, die jedoch wenig ertragreich waren. So verkaufte Herzog Johann Georg von Sachsen-Weißenfels am 17. Oktober 1703 das erbliche Eigentum über die in den Ämtern Sangerhausen und Wendelstein gelegenen Berg- und Hüttenwerke an den Kammer- und Bergrat Samuel Friedrich Rappold aus Schwemsal und den Kaufmann Johann Wilhelm Dünckler aus Leipzig.
Bereits am 9. April 1704 kaufte die Witwe Hans Haubold von Einsiedels, Anna Sophia von Einsiedel, geborene Rumohr, jene Berg- und Hüttenwerke von Rappold und Dünckler ab und ließ sich deren Erwerb durch einen Lehnbrief des Herzogs Johann von Sachsen-Weißenfels bestätigt.
Am 21. Mai 1732 übertrug Herzog Christian von Sachsen-Weißenfels die Anteile der 1725 verstorbenen Anna Sophia und des 1730 verstorbenen Cay Rudolph Haubold von Einsiedel je zur Hälfte auf Johann George und Detlev Heinrich von Einsiedel. Nachdem am 5. März 1746 Detlev Heinrich von Einsiedel verstorben war, ging das Bergregal an den Hofmarschall Graf Johann George von Einsiedel erb- und eigentümlich über.
Kurfürst Friedrich August II. von Sachsen bestätigte am 13. September 1749 die bereits zu Zeiten des Fürstentums Sachsen-Weißenfels erfolgte Vererbung der Berg- und Hüttenwerke in den Ämtern Sangerhausen und Wendelstein speziell für seinen Hofmarschall.
Dem Hofmarschall von Einsiedel und dessen Erben wurde ermöglicht, ein eigenes Bergamt in Bottendorf zu unterhalten, welches in Berg- und Hüttensachen Ober- und Erbgerichte administrierte. Das gewerkschaftliche Bergamt unterstand mit allen Dingen, die landesherrliche Interessen betrafen, der Aufsicht der Bergvogtei Thüringen.
Nach dem Wiener Kongress und der Angliederung an das Königreich Preußen 1815 wurde das Gebiet der Bergvogtei Thüringen zunächst vergrößert. Nachdem ihre Verwaltung für kurze Zeit mit den Justizamt Sangerhausen verbunden war, wurde die Bergvogtei Thüringen bereits im Dezember 1815 dem Oberbergamt Halle unterstellt und 1816 nach Halle verlegt, schließlich jedoch mit Wirkung vom 1. Januar 1827 aufgelöst. Mittels oberbergamtlicher Verfügung vom 5. März 1827 wurde das Berg- und Hüttenwerk bei Bottendorf direkt dem Oberbergamt Halle untergeordnet. Spätestens mit der Aufhebung der Patrimonialgerichtsbarkeit in Preußen 1849 wurde das Bergamt Bottendorf endgültig aufgehoben.